# Frétoy-le-Château

Frétoy-le-Château este o comună în departamentul Oise, Franța. În 1 ianuarie 2022 avea o populație de 264 de locuitori.